# Félix-Étienne Ledent
Félix-Étienne Ledent (* 20. November 1816 in Lüttich; † 23. August 1886 ebendort) war ein belgischer Pianist, Komponist und Musikpädagoge.

## Leben und Werk
Félix-Étienne Ledent studierte am Konservatorium in Lüttich bei dem Pianisten Jules Jalheau und in Paris bei Joseph Daussoigne-Méhul. Er gewann 1843 den zweiten belgischen Prix de Rome.
1844 wurde er Professor für Klavier am Konservatorium von Lüttich. Als Komponist schrieb er Adagio et Rondo für Klavier und Orchester, weitere Klavierstücke und Lieder.